# St. Lorenzen
St. Lorenzen (em italiano San Lorenzo di Sebato) é uma comuna italiana da região do Trentino-Alto Ádige, província de Bolzano, com cerca de 3.441 habitantes. Estende-se por uma área de 51 km², tendo uma densidade populacional de 67 hab/km². Faz fronteira com Bruneck, Kiens, Pfalzen, Luson, Marebbe, Rodeneck.
Era conhecida como Sebato (Sebatum) durante o período romano.

## Demografia
| Variação demográfica do município entre 1861 e 2011                               |
|                                                                                   |
| Fonte: Istituto Nazionale di Statistica (ISTAT) - Elaboração gráfica da Wikipedia |